# Marin Dan
Marin Dan, romunski rokometaš, * 30. avgust 1948, Ştefăneşti, Călăraşi.
Leta 1972 je na poletnih olimpijskih igrah v Münchnu v sestavi romunske rokometne reprezentance osvojil bronasto olimpijsko medaljo.